# Konstantynów (Sosnowiec)
Konstantynów – część miasta (na prawach powiatu) Sosnowca (SIMC 0943569), w województwie śląskim. Do 1915 samodzielna wieś.
Leży w północnej części miasta, głównie w okolicy ulic Staszica i 3 Maja. Znajduje się tu Centrum Handlowe Plejada Sosnowiec.
W latach 1867–1874 Konstantynów należał do gminy Zagórze, 1874–1909 do gminy Górniczej, 1909–1915 ponownie do gminy Zagórze, zawsze w powiecie będzińskim.
Podczas I wojny światowej gmina Zagórze została przedzieloną granicą państw okupacyjnych, a Konstantynów znalazł się w powiecie będzińskim pod okupacją niemiecką. Odcięty od gminy Zagórze pod okupacją austriacką, Konstantynów włączono 27 lutego 1915 do nowo utworzonej gminy Zagórze w powiecie będzińskim. 1 sierpnia 1915 Konstantynów z Pekinem wyłączono z gminy Zagórze do Sosnowca, a sołtysa zwolniono z pracy. Stan ten zachował się po odzyskaniu przez Polskę niepodległości w 1919 roku.